# Associazione Del Calcio In Vicenza 1907-1908
Questa voce raccoglie le informazioni riguardanti l'Associazione del Calcio in Vicenza nelle competizioni ufficiali della stagione 1907-1908.

## Risultati

### Terza Categoria

#### Eliminatorie
| Vicenza 29 marzo 1908 2ª giornata | Vicenza | 5 – 0 | Venezia |  |

| Vicenza 5 aprile 1908 3ª giornata | Vicenza | 5 – 0 | Cesarano |  |

| Padova 12 aprile 1908 4ª giornata | Venezia | 1 – 2 | Vicenza |  |